# Bad Grönenbach

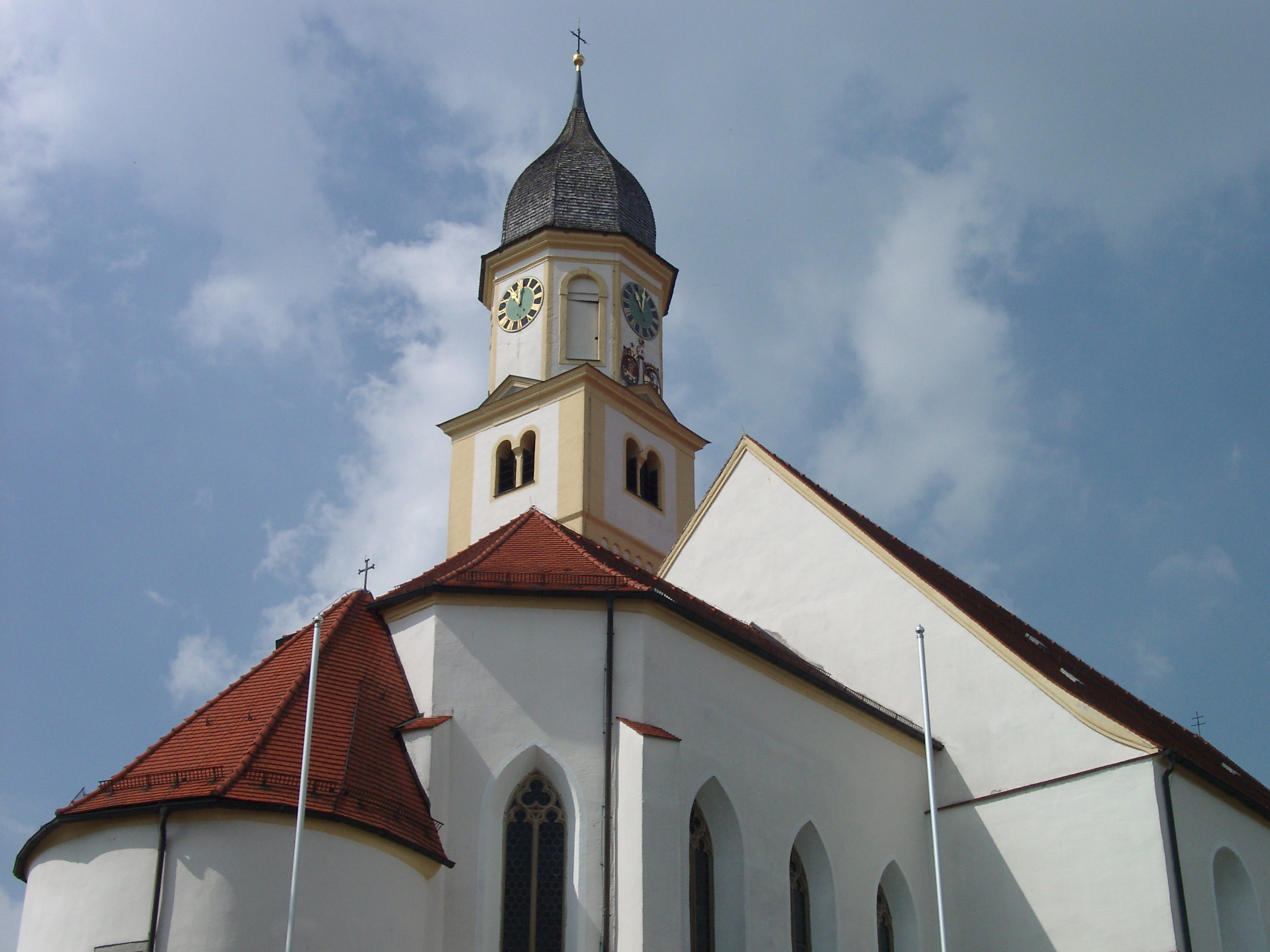
Kościół pw. św. Filipa i Jakuba (St. Philippus und Jakobus)

Bad Grönenbach – uzdrowiskowa gmina targowa w Niemczech, w kraju związkowym Bawaria, w rejencji Szwabia, w regionie Donau-Iller, w powiecie Unterallgäu, siedziba wspólnoty administracyjnej Bad Grönenbach. Leży w Szwabii, około 30 km na południowy zachód od Mindelheimu, przy autostradzie A7.

## Dzielnice
W skład gminy wchodzą następujące dzielnice:
Bad Grönenbach, Au, Gmeinschwenden, Haitzen, Herbisried, Hintergsäng, Hörpolz, Hueb, Ittelsburg, Kornhofen, Raupolz, Rothenstein, Schwenden, Seefeld, Streifen, Thal, Vordergsäng, Zell, Zellereinöde i Ziegelberg

## Demografia
| Rok  | Liczba mieszk. |
| ---- | -------------- |
| 1970 | 4 221          |
| 1987 | 4 399          |
| 2000 | 5 103          |
| 2004 | 5 261          |

## Polityka
Wójtem gminy jest Bernhard Kerler, rada gminy składa się z 20 osób.
|      | CSU | SPD | FW | Zieloni/BfUuH | Razem |
| 2008 | 10  | 4   | 5  | 1             | 20    |
| 2002 | 9   | 3   | 7  | 1             | 20    |

## Oświata
W gminie znajdują się 3 przedszkola (w tym jedno katolickie i jedno ewangelickie) oraz szkoła.